# Campo de Criptana

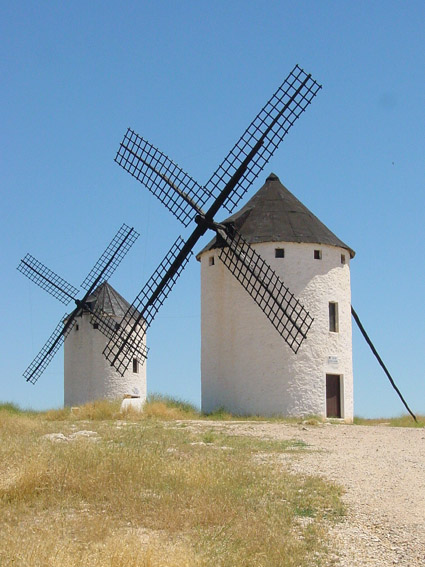
Windmills in Campo de Criptana

Campo de Criptana là một đô thị thuộc Ciudad Real, Castile-La Mancha, Tây Ban Nha. 

### Dân số
| Dân số từ năm Campo de Criptana 1900 đến năm 2007 |        |        |        |        |        |        |        |        |        |        |        |
| 1900                                              | 1910   | 1920   | 1930   | 1940   | 1950   | 1960   | 1970   | 1981   | 1991   | 2001   | 2007   |
| 7.707                                             | 10.928 | 12.745 | 14.279 | 15.427 | 15.659 | 14.608 | 13.405 | 13.049 | 13.491 | 13.184 | 14.314 |

Nguồn: Datos oficiales del Instituto Nacional de Estadística